# José Dominguez (Fußballspieler)
José Manuel Martins Dominguez (* 16. Februar 1974 in Lissabon) ist ein ehemaliger portugiesischer Fußballspieler und jetziger -trainer.
Die Karriere des linksfüßigen Mittelfeldspielers Dominguez begann bei Benfica Lissabon. Während seines Engagements bei Benfica spielte er auf Leihbasis für die portugiesischen Klubs SU Sintrense und AD Fafe. 1994 wechselte er zum englischen Verein Birmingham City. Die nächste Station wurde Sporting Lissabon. Zur Saison 1997/1998 wechselte er erneut nach England, dieses Mal zu Tottenham Hotspur, wo er bis November 2000 blieb. Danach unterschrieb er beim Bundesligisten 1. FC Kaiserslautern. 2004 wechselte er ablösefrei zum Al-Ahli SC nach Katar. Noch in der laufenden Saison folgte der Transfer nach Brasilien zu CR Vasco da Gama, wo er bis August 2005 spielte.
Am 14. März 2012 wurde Dominguez neuer Trainer des portugiesischen Erstligisten União Leiria. 2014 war Dominguez Trainer beim kolumbianischen Verein Real Cartagena.